# 永田ルリ子
永田 ルリ子（ながた ルリこ、1967年6月23日 - ）は、日本の元アイドル。

## 来歴・人物
熊本県出身。千葉県立津田沼高等学校、和洋女子大学短期大学部国文科卒業。1985年5月17日にフジテレビ『夕やけニャンニャン』のオーディションに合格し、おニャン子クラブの会員番号18番となる。メンバーがソロでレコードを出す際の「with おニャン子クラブ」にも複数参加している。
番組本によると、おニャン子クラブとしての歌の振り付けの飲み込みは永田が一番早く、加えて本来の振り付けにアレンジを加える自己流の振り付けをスタジオの隅でウォークマンを聴きながら踊っていたという。また、振り付けを覚えきれていないおニャン子クラブメンバーや新人おニャン子に教えていた1人が、永田であるという。
『夕やけニャンニャン』でとんねるずMCの「お習字の時間」のコーナーでアシスタントを務め、ルリルリの愛称で親しまれた。ソロデビューを希望していたが、ディレクターで現場責任者の笠井一二によって却下された。後に解散が決まった際にも、永田は芸能界での活動を希望して各方面に相談したりアプローチを計ったが、笠井に「君のような性格の女の子は芸能界で生き残るのは難しい。今まではおニャン子の一員として見て貰っていたがソロになれば周囲の目は容赦なく厳しくなる。普通の女の子として生活したほうがいい」と説得されたという。しかし、メンバー構成員としては高く評価され、初期メンバーのほとんどが卒業した1987年4月以降は、富川春美や城之内早苗と共にメンバーを引っ張り、リーダー的役割をこなすこともあった。また、おニャン子クラブの解散宣言（1987年6月15日）、最終回（1987年8月31日）での代表の言葉などを務めた。
おニャン子クラブ解散時、現役メンバーでは最年長で、唯一の20歳。その次の年長者は横田睦美の19歳。
仲が良かったメンバーは、同学年の新田恵利や中島美春、他に白石麻子、渡辺満里奈など。
おニャン子解散の翌年の1988年にテレビ製作会社のディレクターと結婚。おニャン子クラブ解散後は芸能界を引退し、解散後の再結成企画には一切参加していない。

## フロント担当曲
- おっとCHIKAN!
- 恋はくえすちょん
- 夏休みは終わらない
- NO MORE 恋愛ごっこ
- ウェディングドレス
- いじわるね Darlin'
- 恋愛御見舞申し上げます
- 国道渋滞8km
- あんみつ大作戦
- ハートに募金を
- めしべとおしべ
- 私をよろしく
- 未完成なジグソーパズル
- シンデレラのシューズ

など

## ルリール体
当時丸文字が流行し、永田の手書き文字が山根一眞により彼女の名前からとって「ルリール体」と命名され、写研製の組版機で使用できるフォントとして発売された。独特な丸文字であり、平仮名しかなかったが、当時はあえてこの書体を使用する編集者もいた。
その後の写真植字の衰退により、この書体はあまり使われなくなった。2010年1月1日時点においては、フジテレビ『めざましテレビ』のミニコーナー「きょうのわんこ」のタイトルや、JA全農福島の米「コシヒカリ」と「ひとめぼれ」の袋にルリール体が使用されていたのを確認できる。

## DVDなどにおける出演映像カット
永田側の諸事情により、以下のような編集が行われている。
1. 2001年におニャン子クラブの劇場版『おニャン子ザ・ムービー 危機イッパツ!』のDVDが発売されるにあたり、その映像特典として『月曜ドラマランド』で放送された『おニャン子学園危機イッパツ とんだ放課後』が収録されることになっていたが、特典映像の収録は中止された。
2. 2002年に発売された、おニャン子クラブの全映像作品をDVD化した『おニャン子クラブ最終盤』の本編ディスクには、当時発売された映像のまま無修正で収録されているが、特典ディスク「蔵出し夕やけニャンニャン」に収録されている「会員番号の唄」では、永田の部分がカットされている。また、WOWOWで放送された『ファイナルコンサート・リミックス』の「会員番号の唄」でも、永田のパートが削除された。
3. 2003年発売のDVD『おニャン子クラブ・バックステージ』では、永田の出演場面を別映像と差し替えたり、付属のブックレット・復刻台本から永田に関する記述が削除されるという措置が取られた。
4. 2004年発売のDVD『おニャン子白書 4月 - 6月』のDVDでは、オーディションを丸ごとカット。『最終盤』の特典ディスクにあった、アップではない映像もカットされた。続いて発売された『おニャン子白書』の続編でも同様[注 1]。

これらの編集の結果、一緒に映っているメンバーまでカット、歌のフロント、コーラスを担当している曲自体がカットされたり、観客などの映像との差し替え、必要以上のスモーク、立ち位置が端の場合映像を拡大する、別のカットを画面に被せるなど、不自然な仕上がりになった。『バックステージ』に収められている『日本武道館コンサート』の『恋愛御見舞申し上げます』では、永田を含め3名しか歌わないため、他の2人が歌っているシーンをモノクロにし、それを永田の上に被.画面を2分割し2人のシーンの横に縮小したモノクロの3人のシーンを挿入する措置が例として挙げられる。また、『おニャン子白書』発売当初では3か月に一度の発売予定だったのが不定期発売となり、結局2006年以降は続編の発売自体が無くなった。
2009年2月28日放送の『フジテレビ開局50周年 バラエティルーツの旅』における特集時にも、おニャン子登場シーンで永田の顔にモザイクがかけられる措置が取られた。その一方、2009年10月10日放送の『めちゃ2イケてるッ!』の企画「フジテレビ開局50周年記念 記録よりも記憶に残るフジテレビの笑う50年」における『セーラー服を脱がさないで』の歌唱シーンは、カットや映像処理を施されることなく放送された。また、日テレプラスで2010年8月16日に放送された『歌のトップテン』（日本テレビ制作、1986年11月24日放送分）での出演シーンや『恋はくえすちょん』を歌っている部分も、映像処理なくそのまま放送されている。

## テレビドラマ
- 月曜ドラマランド（フジテレビ）
  - 「おニャン子学園危機イッパツ とんだ放課後」（1986年）
  - 「いきなり婚約者!!」（1987年）
- 木曜ドラマストリート「あぶない課外授業」（1986年、フジテレビ）

## ラジオ
- TOKYOベストヒット（1986年10月 - 1987年6月、ニッポン放送） - レギュラー

## 雑誌
- 月刊カメラマン表紙、グラビア（1986年12月号）